# Булатово (Александровский муниципальный округ)
Булатово — деревня в Пермском крае России. Входит в Александровский муниципальный округ.

## География
Деревня расположена в нижнем течении реки Усолка (левый приток реки Яйва), к юго-западу от центра поселения — Всеволодо-Вильвы.

## Население
| 2010 |
| ---- |
| 3    |

## История
С 2004 до 2019 гг. входила в Всеволодо-Вильвенское городское поселение Александровского муниципального района.

## Топографические карты
- Лист карты O-40-31. Масштаб: 1 : 100 000. Состояние местности на 1982 год. Издание 1987 г.